# Bruno Sanguinetti
Pour les articles homonymes, voir Sanguinetti.
Bruno Sanguinetti, né à Gênes en 1909 et mort à Milan en 1950, est un militant communiste, résistant antifasciste et industriel italien. Il est le père de l'écrivain Gianfranco Sanguinetti.

## Biographie
Bruno Sanguinetti est le fils du propriétaire de l'entreprise alimentaire Arrigoni. Bruno étudie à Bruxelles où il fréquente les exilés italiens antifascistes. À son retour à Rome en 1940, il est arrêté pour activités subversives antifascistes, puis il est libéré au bout d'une année. Activiste et responsable du Parti communiste italien dans la clandestinité, il est au centre de la lutte pour la libération de Florence.
Ami d'Eugenio Montale et d'Umberto Saba, compagnon puis mari de Teresa Mattei avec qui il organise l'attentat mortel contre Giovanni Gentile, Bruno Sanguinetti est un des principaux bailleurs de fonds du PCI après la guerre.
Il a cinq enfants : Aldo Sanguinetti, Gianfranco Sanguinetti, Antonella Sanguinetti, Lucetta Sanguinetti et Paola Sangunetti qui a écrit un livre sur lui.